# Staroizobilnaja
Staroizobilnaja (ros. Староизобильная) – stanica w Rosji, w Kraju Stawropolskim, w rejonie izobilnieńskim. W 2010 liczyła 2479 mieszkańców.